# Emper Molen
De Emper Molen of Molen Lammers is een voormalige windmolen in de Nederlandse plaats Empe (gemeente Brummen, provincie Gelderland), gebouwd in 1836.
In 1835 werd door Jan van Beek een perceel gekocht waarop hij de stellingmolen liet bouwen. Zijn stiefzoon Antonij Lammers (1816-1884) werd er de eerste molenaar. Vervolgens was de molen generaties lang eigendom van de familie Lammers, die er in 1903 een molenaarswoning in Amerikaanse stijl naast liet bouwen. De molen raakte in 1945 door oorlogshandelingen zwaar beschadigd. De molenromp bleef intact en werd na de oorlog overkapt met een dak. Daarna werd er nog tot 1995 elektrisch gemalen. De laatste molenaar was Tony Lammers, die tevens (zowel onder eigen naam als onder het pseudoniem Eduard van Empe) als dichter bekendstond.
In de jaren na de oorlog bleef het terrein in handen van de familie Lammers, die er een veevoederhandel dreef. Vanaf 2019 vindt er een herbestemming van het terrein aan de Empermolen/Breestraat (op een steenworp afstand van station Voorst-Empe) plaats, waarin de molenromp en de voormalige molenaarswoning een prominente plaats innemen. De molenromp wordt omgebouwd tot woning.

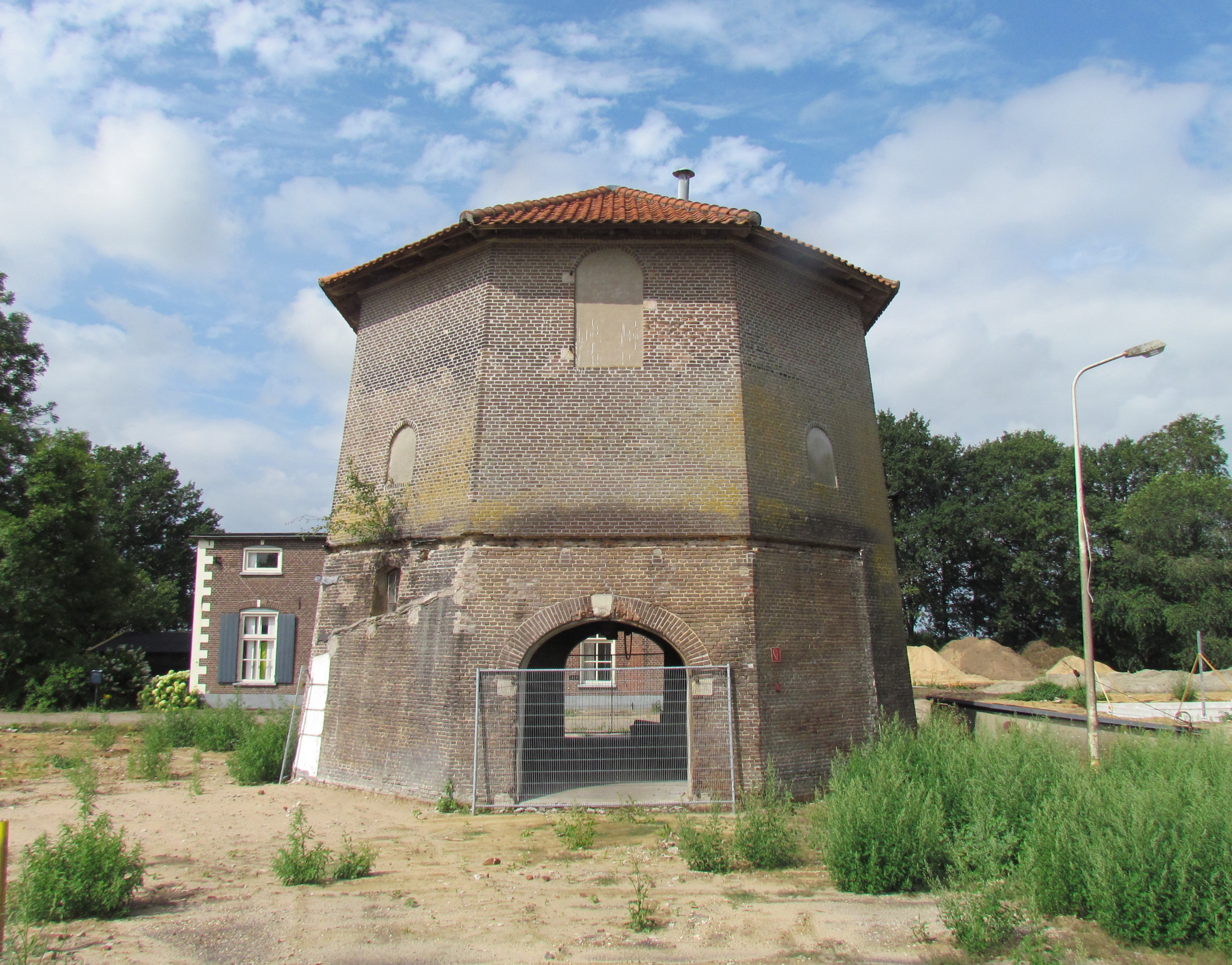
De molenromp (2019)
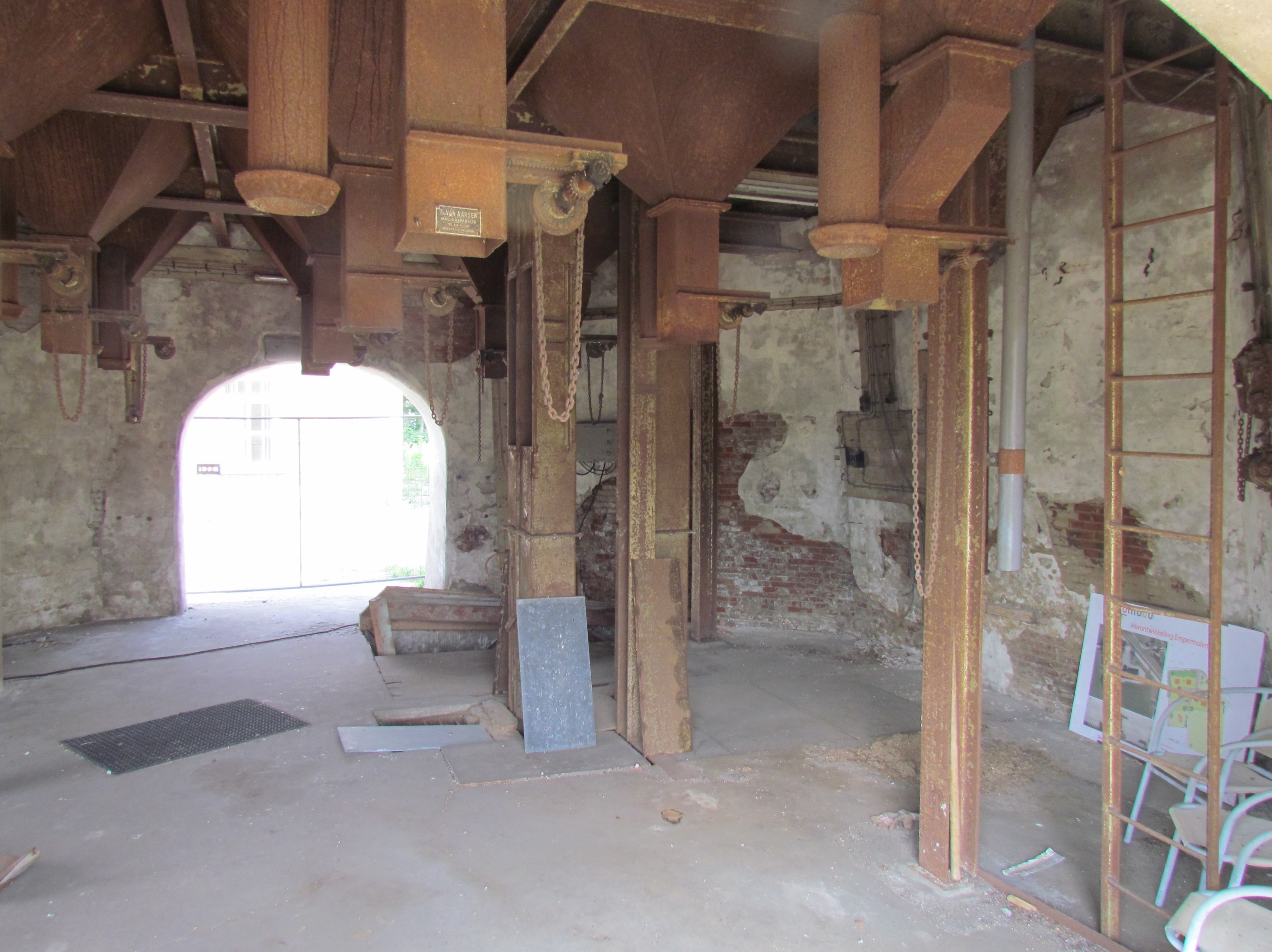
Interieur van de molenromp (2019)